# Lejonkungen
För andra betydelser, se Lejonkungen (olika betydelser).
Lejonkungen (engelska: The Lion King) är en amerikansk animerad långfilm, producerad av Walt Disney Feature Animation och distribuerad av Walt Disney Pictures med biopremiär den 15 juni 1994. Det är den 32:a filmen på listan över Disneyklassiker, och den är i USA den fjärde mest inkomstbringande animerade filmen någonsin (efter Superhjältarna 2, Hitta Doris och Shrek 2).
Filmen blev också den mest inkomstbringande någonsin bland de handritade animerade filmerna och tillhör en epok som brukar kallas Disneys renässans.
Filmen handlar huvudsakligen om en lejonunge vid namn Simba i en fiktiv stat med antropomorfiska lejon i Afrika, som får lära sig om livets mening genom flera kamper för att bli den rättmätige kungen. Lejonkungen företer många drag gemensamma med Osamu Tezukas animerade 1960-talsserie om Kimba, det vita lejonet ("Janguru taitei"), även om inblandade animatörer och Disney själva dementerar att detta skulle vara medvetet. Filmarna bekräftar dock att filmen influerats av Shakespeares pjäs Hamlet (kung, ung prins, ond farbror, kungamord, kungens spöke visar sig för sonen, duell), Bibelns berättelser om Josef och Moses, och Disneys produktion Bambi från 1942. Filmen har väldigt mycket gemensamt med Niels Meyn roman "Simba, djurens konung: en berättelse för ungdom om Afrikas vilda djur" (översättning Ebba Nordenadler, B. Wahlström, 1930).
Lejonkungen är en musikalfilm, med musik skriven av Hans Zimmer, Elton John och lyrikern Tim Rice. Musiken och en av låtarna har båda vunnit varsin Oscar. Disney har härtill producerat två relaterade filmer: en uppföljare, Lejonkungen II – Simbas skatt och en midquel Lejonkungen 3 – Hakuna Matata (kallad The Lion King 1½ i USA). År 2019 hade även en datoranimerad nyinspelning premiär.

## Handling
Historien om Lejonkungen utspelar sig i det fiktiva Lejonriket i Afrikas savanner, där ett lejon regerar över djuren som kung. I början av filmen smörjer den gamle, vise mandrill-schamanen Rafiki (misstas ofta för att vara en babian, även av sig själv eventuellt) in Simba — kung Mufasa och drottning Sarabis nyfödde son — i kokosmjölk inför en gigantisk samling av djur vid Lejonklippan. Samtidigt planerar Scar, Mufasas yngre bror, hur han ska mörda Mufasa för att ta platsen som kung i stället för Simba.
När Simba blir några månader äldre, visar Mufasa honom Lejonriket och lär honom ansvaret om att vara kung och om hur allt levande hör ihop i livets stora cirkel. Lite senare berättar Scar för Simba om elefantkyrkogården som ligger bortom Lejonrikets gränser, men säger samtidigt att han inte vill att Simba går dit. Då Simba är en pojke med stor nyfikenhet beslutar han sig för att besöka stället med sin bästa vän Nala trots att hans fader Mufasa har förbjudit Simba att ta sig dit. Där blir Simba och Nala jagade av hyenorna Shenzi, Banzai och Flin. Då Scar inte lyckats med det han från början tänkt eftersom Mufasa ansluter och förstör hela planen lurar han senare ner Simba i en kanjon och säger att han ska vänta där på överraskning från hans far. Under tiden jagar hyenorna ner en stor flock med gnuer ner i kanjonen där Simba sitter och väntar. I rusningen lyckas Mufasa rädda Simba, men i ett försök att klättra i säkerhet igen kastar Scar ner Mufasa i den vettskrämda hjorden så att Mufasa dör. Scar får Simba att tro att han bär ansvaret för sin fars död och Simba flyr bort från Lejonriket, bortskrämd och skuldmedveten. Scar beordrar hyenorna att förfölja och döda Simba – ett misslyckande som de sedan inte törs erkänna. Efter att Scar nu tror sig vara säker på att Simba även dött självutnämner han sig till kung och släpper in hyenorna, som lovat, i Lejonriket.
Medan Simba ligger utslagen efter en lång vandring i öknen, hittas han av surikaten Timon och vårtsvinet Pumbaa. Duon adopterar och föder upp lejonungen i djungeln, under deras motto "Hakuna matata" (swahili för "Inga bekymmer"). Tiden går, och Simba växer upp till ett ungt och fullvuxet lejon. En dag blir Pumbaa jagad av en lejonhona, men Simba kommer till hans undsättning. Efter att ha slagits med lejonhonan inser Simba att det är hans barndomsvän Nala. Lite senare märks det tydligt att Nala och Simba har blivit förälskade i varandra, till Timon och Pumbaas förtrytelse. Framåt kvällen upplyser Nala Simba om att Lejonriket har blivit en ödemark utan tillräckligt med mat och vatten, och hon ber honom att återvända och ta sin plats som kung. Men Simba har fortfarande skuldkänslor efter sin fars död och vägrar. Han överger Nala och flyr till den öppna slätten. Där träffar han på Rafiki, som upplyser honom att Mufasa "lever" och tar honom till en damm. Där möter Simba sin far Mufasas spöke uppe på natthimlen, som påminner Simba att han måste återvända till Lejonriket och ta sin rättmätiga plats som kung. Simba inser då att han inte längre kan fly från sitt förflutna och återvänder hem till Lejonriket. Nala, Timon och Pumbaa följer efter honom och går med för att hjälpa honom.
När de väl anländer till Lejonriket får Simba bevittna till sin fasa att hans en gång så vackra hem har blivit en uttorkad ödemark – precis som Nala hade beskrivit. När Simba upptäcker att Scar hade slagit hans mor Sarabi konfronterar han Scar. Men den falske kungen lyckas pika Simba över att han orsakade Mufasas död. Simba backar, och faller baklänges över Lejonklippan, men lyckas ta tag i kanten. Scar står över honom – i ett precis likadant scenario som före Mufasas död. Scar tar tillfället i akt och avslöjar att han dödade Mufasa. Rasande flyger Simba upp och tvingar Scar att avslöja sanningen inför hela lejonflocken. Timon, Pumbaa, Nala och alla lejonhonor anfaller hyenorna och i det resulterande slaget flyr Scar mot toppen av Lejonklippan, men en hämndlysten Simba följer efter. Omringad ber Scar Simba om nåd och försöker lägga skulden på hyenorna. Simba vägrar tro honom men skonar hans liv, om Scar svor att lämna Lejonriket och att aldrig mer komma tillbaka. Scar lämnar platsen men plötsligt anfaller han Simba. Det blir en våldsam duell, där Simba avgår med segern genom att kasta sin lömske farbror över klippkanten. Scar överlever fallet, men hyenorna, som hörde att Scar lade skulden på dem, omringar honom och sliter honom i stycken.
Scar och hyenorna är äntligen borta och Simba klättrar uppför Lejonklippan och tar över kungariket när regnet återvänder. Någon tid senare har Lejonriket återfått sin forna glans och Simba ser lyckligt ner på sitt kungarike med Nala, som nu har blivit hans drottning, och Timon och Pumbaa vid hans sida. Rafiki visar upp Simbas och Nalas nyfödda unge inför en gigantisk samling av djur från hela riket, och livets stora cirkel går vidare.

## Figurer
Till skillnad från många tidigare animerade filmer från Disney, består originalspråksutgåvan av Lejonkungen nästan uteslutande av välkända amerikanska skådespelare.
- Simba är huvudrollen i filmen och ämnad att bli Lejonrikets nästa kung.
- Mufasa är kung över Lejonriket och Simbas far.
- Scar är Simbas elake farbror som vill ta platsen som näste kung.
- Timon och Pumbaa är det komiska surikat- och vårtsvinsparet som lever under livsfilosofin Hakuna matata (swahili för Inga bekymmer).[a]
- Rafiki är en vis mandrill som är en god vän till Mufasa och agerar som hovschaman som presenterar alla nyfödda kungliga lejon.
- Nala är barndomsvän och tillämnad maka till Simba.
- Zazu är en lojal rödnäbbad toko som är Mufasas adjutant.
- Shenzi, Banzai och Flin är hyenor och Scars undersåtar.
- Sarabi är Simbas mor, drottning i Lejonriket och ledare för lejonhonorna.
- Sarafina är Nalas mor.

## Rollista
| Figur            | Djurart        | Engelsk originaldubb                           | Svensk originaldubb |
| ---------------- | -------------- | ---------------------------------------------- | ------------------- |
| Simba, som liten | Lejon          | Jonathan Taylor Thomas Jason Weaver (sångröst) | Johan Halldén       |
| Simba, som vuxen | Lejon          | Matthew Broderick Joseph Williams (sångröst)   | Frank Ådahl         |
| Mufasa           | Lejon          | James Earl Jones                               | Johan Schinkler     |
| Scar             | Lejon          | Jeremy Irons Jim Cummings (sångröst)           | Rikard Wolff        |
| Timon            | Surikat        | Nathan Lane                                    | Peter Rangmar       |
| Pumbaa           | Vårtsvin       | Ernie Sabella                                  | Jan Rippe           |
| Rafiki           | Mandrill       | Robert Guillaume                               | Svante Thuresson    |
| Nala, som liten  | Lejon          | Niketa Calame Laura Williams (sångröst)        | Mariam Wallentin    |
| Nala, som vuxen  | Lejon          | Moira Kelly Sally Dworsky (sångröst)           | Kayo Shekoni        |
| Zazu             | Rödnäbbad toko | Rowan Atkinson                                 | Anders Aldgård      |
| Shenzi           | Fläckig hyena  | Whoopi Goldberg                                | Diana Nuñez         |
| Banzai           | Fläckig hyena  | Cheech Marin                                   | Anders Öjebo        |
| Flin             | Fläckig hyena  | Jim Cummings                                   | Jim Cummings        |
| Sarabi           | Lejon          | Madge Sinclair                                 | Liza Öhman          |
| Serafina         | Lejon          | Zoe Leader                                     | Monica Forsberg     |
| Mullvad          | Mullvad        |                                                | Tommy Halldén       |

- Sång - Meta Roos, Katarina Milton Almgren, Lotta Vig, Diana Nuñez, Nina Alfredsson, Börs Anders Öhman, Johan Schinkler, Lennart Sjöholm, Lars Risberg
- Regi - Monica Forsberg, Anders Öjebo
- Dialog - Monica Forsberg
- Sångtexter - Monica Forsberg, Johan Schinkler
- Tekniker - Anders Öjebo, Daniel Bergfalk
- Musikalisk ledning - Liza Öhman
- Producent - Monica Forsberg
- Verkställande producent - Kirsten Saabye
- Svensk version producerad av Disney Character Voices International, Inc.[14][15]

## Produktionen
Lejonkungen kallades under början av produktionen för King of the Jungle. Precis som inför den tidigare filmen Bambi studerade animatörerna riktiga djur vid Los Angeles Zoo som referenser, medan några av filmarna åkte till Kenya för att iaktta djur- och naturlivet på plats.
Tack vare dåtidens tillgång till datoranimeringar, kunde filmteamets många idéer bli verkliga. En av de mest minnesvärda datoranimerade sekvenserna i filmen är gnuernas rusning. Man lät bygga upp ett antal gnuer i ett 3D-program, multiplicerade dessa till ett hundratal, använda sig av cel-shading-teknik och ge dem alla slumpvisa vägar att springa ner för en sluttning, för att på så vis efterlikna den oberäkneliga väg som en hjord skulle ha tagit i verkligheten. Liknande multiplicering av de marscherande hyenorna i låten "Var beredd" användes.
Lejonkungen ansågs en gång i tiden vara ett sidoprojekt till Pocahontas, som var i produktionsstadiet samtidigt. Majoriteten av Disneys animeringsteam trodde att Pocahontas skulle bli mer framgångsrik än Lejonkungen och ville således jobba mer med den. Men när de två släpptes visade sig att Lejonkungen fick mycket större och positivare respons från publiken än Pocahontas, även om de båda visade på stor framgång.

## Priser
Lejonkungen har vunnit två Oscars för Bästa originalmusik och för Bästa sång ("Can You Feel the Love Tonight"). Förutom att filmen vann två Golden Globe Award i samma kategorier, vann filmen även i kategorin Bästa film – musikal eller komedi. Tre Annie Awards har också tilldelats filmen för Bästa Animerade Film, Bästa Individuella Prestation för filmmusiken och Jeremy Irons fick ta emot priset för Bästa Prestation med rösten som Scar.

## Musik
Elton John och Tim Rice har skrivit fem originalsånger till Lejonkungen, där Elton John framför "Can You Feel the Love Tonight" under sluttexterna. Hans Zimmer har också bidragit med starka teman, traditionell afrikansk musik och körinslag arrangerat av Lebo M, en sydafrikansk kompositör. Filmen har inte bara vunnit Oscars- och Golden Globe-statyetter för Bästa originalmusik och Bästa sång, utan även två andra sånger, "Circle of Life" och "Hakuna matata", nominerades till filmprisgalorna.
Alla tre sångerna hamnade också högt upp på hitlistorna runt om världen, bland annat stannade "Can You Feel The Love Tonight?" väldigt länge på svenska Trackslistan, och räknas i dag som en av de 5 sånger som legat längst på listan. I USA och Storbritannien hamnade den och "Circle of Life" etta på listorna.

### Sånger
Dessa är de musikaliska stycken som är med i filmen, i kronologisk ordning.
- "Circle of Life" (En värld full av liv) sjungs av Carmen Twillie på originalspråk och av Meta Roos på svenska, med afrikansk sång av Lebo M och hans afrikanska kör.
- "Morning Report" (Morgonrapporten) är en sång som inte var med i originalversionen, men lades till på DVD-utgåvan från 2003. Sången sjungs av Jeff Bennett (Zazu) och Evan Saucedo (Simba som liten) på originalspråk och av Anders Aldgård och Daniel Andersson på svenska.
- "I Just Can't Wait to Be King" (Snart är det jag som är kung) sjungs av Jason Weaver (Simba som liten), Laura Williams (Nala som liten) och Rowan Atkinson (Zazu) på originalspråk och av Johan Halldén, Mariam Wallentin och Anders Aldgård på svenska.
- "Be Prepared" (Var beredd) sjungs av Jeremy Irons och Jim Cummings (Scar), Whoopi Goldberg (Shenzi), Cheech Marin (Banzai) och Jim Cummings (Ed/Flin) på originalspråk och av Rikard Wolff på svenska.
- "Hakuna matata" sjungs av Nathan Lane (Timon) och Ernie Sabella (Pumbaa), Jason Weaver (Simba som liten) och av Joseph Williams (Simba som vuxen) på originalspråk och av Peter Rangmar, Jan Rippe, Johan Halldén och Frank Ådahl på svenska.
- "Can You Feel the Love Tonight" (Känn en doft av kärleken) är en kärlekssång som till stor del sjungs av Kristle Edwards, tillsammans med Nathan Lane (Timon), Ernie Sabella (Pumbaa), Joseph Williams (Simba som vuxen) och Sally Dworsky (Nala som vuxen) på originalspråk och av Meta Roos, Peter Rangmar, Jan Rippe, Frank Ådahl och Kayo Shekoni på svenska.

## Uppföljare
- Lejonkungen II – Simbas skatt
- Lejonkungen 3 – Hakuna Matata (kallad The Lion King 1½ i USA)